# Пагиев, Казбек Хазбиевич
Казбек Хазбиевич Пагиев (1959—2008) — советский и российский государственный деятель и учёный; доктор технических наук. Заслуженный деятель науки Российской Федерации (2003). Глава администрации местного самоуправления Владикавказа с 2002 по 2007 год.

## Биография
Родился 22 февраля 1959 года в городе Алагир Северо-Осетинской АССР.
В 1981 году окончил Северо-Кавказский государственный технологический университет (СКГТУ, ныне Северо-Кавказский федеральный университет) по специальности инженер электронной техники. Затем окончил аспирантуру Московского энергетического института, после чего защитил кандидатскую, а в 1996 году — докторскую диссертации.
С 1980 по 1984 годы работал секретарем комсомольской организации СКГТУ. В 1988 году был избран председателем профкома университета.
В 1991 году Пагиев был назначен проректором СКГТУ, в 1996 году создал и возглавил кафедру «Информационные системы в экономике».
В 1999 году избран депутатом парламента Республики Северная Осетия — Алания второго созыва. В этом же году стал первым заместителем главы администрации города Владикавказа.
В июне 2002 года был избран главой администрации местного самоуправления Владикавказа. В мае 2003 года избран депутатом парламента республики третьего созыва. 8 декабря 2007 года оставил пост мэра Владикавказа, его сменил заместитель руководителя администрации главы и правительства Северной Осетии Виталий Караев.
Был членом партии «Единая Россия», в 2007 году — заместитель секретаря политсовета Северо-Осетинского регионального отделения партии.
Входил в Совет при Президенте Российской Федерации по развитию местного самоуправления.
Убит во Владикавказе 31 декабря 2008 года в служебном автомобиле в результате обстрела.

## Заслуги
- Заслуженный деятель науки Республики Северная Осетия — Алания (1998), Заслуженный деятель науки Российской Федерации (2003).
- Лауреат премии Правительства России 2006 года в области культуры.
- Был награждён Почетной грамотой Верховного Совета Северо-Осетинской АССР и Почетной грамотой Республики Северная Осетия — Алания.